# (200401) 2000 SF25
(200401) 2000 SF25 es un asteroide perteneciente al cinturón de asteroides descubierto el 22 de septiembre de 2000 por el equipo del Lincoln Near-Earth Asteroid Research desde el Laboratorio Lincoln, Socorro, Nuevo México, Estados Unidos.

## Designación y nombre
Designado provisionalmente como 2000 SF25.

## Características orbitales
2000 SF25 está situado a una distancia media del Sol de 2,552 ua, pudiendo alejarse hasta 3,068 ua y acercarse hasta 2,037 ua. Su excentricidad es 0,201 y la inclinación orbital 12,44 grados. Emplea 1489,80 días en completar una órbita alrededor del Sol.

## Características físicas
La magnitud absoluta de 2000 SF25 es 15,8. 